# شينجي هيغوتشي
شينجي هيغوتشي (樋口真嗣 هيغوتشي شينجي، ولد في 22 سبتمبر 1965 في طوكيو، اليابان) هو كاتب لوحة قصة، خاصة في الأنمي، وأحد أشهر مشرفي المؤثرات الخاصة في اليابان، اشتهر بعمله في ثلاثية غاميرا لشوسكي كانيكو في تسعينات القرن العشرين. يعمل في مشاريع الأنمي والتوكوساتسو.

## السيرة
كمعجب مراهق، بدأ هيغوتشي كأحد المؤسسين الأربعة لدايكون فلمز (غايناكس الآن)، إلى جانب هيدياكي أنّو، يوشيوكي ساداموتو وتاكامي أكاي. فنان موهوب بشكل كبير، عمل على العديد من منتجات غايناكس للأنمي والتوكوساتسو الأولى، قائماً بتصميم لوحة القصة وكذلك المؤثرات الخاصة. بعد فترة وجيزة، استطاع مساعدة مخرج المؤثرات الخاصة تيرويوشي ناكانو كمساعد غير مذكور في عودة غودزيلا (1984)، لكن أول أعماله الكبرى المذكور فيها كان مع ملهاة-ملحمة الدايكايجو ذات الميزانية المنخفضة لدايكون عام 1985، ياماتا نو أوروتشي نو غياكوشو. تابع عمله كفنان لوحة قصة للأنمي مثل غانبستر (1988)، وأوتاكو نو فيديو (1991)، وكان مخرج المؤثرات الخاصة لفلم الإثارة-الخيال العلمي لتوهو/تسوبورايا برودكشنز عام 1991، ميكادرويد.
كعضو بارز في دايكون/غايناكس، قدم أيضاً دوراً مهماً في تأليف أحد أشهر مسلسلات الأنمي، نيون جينيسيس إيفانجيليون (1995). كان مؤلفاً، مساعداً للمخرج، ومخرجاً فنياً/رساماً للوحة القصة للمسلسل. كان هيغوتشي أيضاً سمي بطل المسلسل، شينجي إيكاري. لاحقاً، مثل صوتياً موسيقاراً مصمماً إثره في حلقتين من كاري كانو.
كانت تلك السنة نفسها نقطة تحول لهيغوتشي - قام بإخراج المؤثرات الخاصة لثلاثية غاميرا المجددة التي نالت استحساناً كبيراً، الأفلام الثلاثة من إخراج شوسكي كانيكو. أثبت هيغوتشي نفسه سيداً كبيراً في مجال المؤثرات الخاصة الياباني مع الفلم الأخير، غاميرا 3: يقظة إيريس في 1999. واصل إخراج المؤثرات لأفلام مثل مثل ساكويا: قاتل الشياطين (2000)، نصل الأميرة وبيستول أوبيرا، كلاهما عام 2001. في نفس السنة، ساعد في مشهد في فلم غودزيلا لكانيكو، غودزيلا، موثرا، كينغ غيدورا: هجوم الوحوش العملاقة الشامل، حيث يواجه غودزيلا مقاتلات قوات الدفاع الذاتي اليابانية النفاثة، ويرد بنفسه المشع.
إضافة لإخراج المؤثرات الخاصة، قدم هيغوتشي التحريك المُنشأ بالحاسوب لفلم همتارو الأول، وصمم لوحة القصة لمشاهد القتال في ملحمة توكوساتسو الأبطال الخارقين المنشأ بالحاسوب، كاشيرن (2004)، المقتبسة من مسلسل أنمي تاتسوو يوشيدا عام 1973.
في 2005، قام بإخراج ملحمة توكوساتسو الخيال العلمي/الحرب العالمية الثانية، لوريلي، التي صارت نجاحاً في شباك التذاكر في اليابان. مشروعه التالي كان إعادة صنع فلم الكارثة الكلاسيكي من السبعينات لتوهو اليابان تغرق، الذي صدر في 2006. الفلم الأخير كان نجاحاً هائلاً لشباك التذاكر، لكنه تُلُقي بضعف من النقاد وفاز بالمركز الثاني في جائزة بونشون كييتشيغو (المقابل الياباني لجائزة التوتة الذهبية) في 2006. مؤخراً، أخرج هيغوتشي القلعة المخفية: الأميرة الأخيرة، صدر في 10 مايو 2008. الفلم إعادة صنع لفلم أكيرا كوروساوا، القلعة المخفية.

## الفلموغرافيا

### مخرج
- لوريلي: ساحرة المحيط الهادئ (2005)
- اليابان تغرق (2006)
- القلعة المخفية: الأميرة الأخيرة (2008)
- القلعة الطافية (2012، شارك في إخراجه إيشين إينوبو)
- هجوم العمالقة (2015)
- شین اولترامان (2022)

### مساعد المخرج
- أجنحة هونياميسه (1988)

### مخرج المؤثرات الخاصة
- ميكادرويد (1991)
- غاميرا: حارس الكون (1995)
- غاميرا 2: هجوم ليغيون (1996)
- غاميرا 3: يقظة إيريس (1999)
- غودزيلا، موثرا، كينغ غيدورا: هجوم الوحوش العملاقة الشامل (2001، مشهد هجوم النفاثات)

### مساعد مخرج المؤثرات الخاصة
- عودة غودزيلا (1984)

### لوحة القصة
- نهاية إيفانجيليون (1997)
- كاشيرن (2004)
- إعادة بناء إيفانجيليون (2007-مستمرة)
- تيكن: ثأر الدم (2011)
- كيل لا كيل (2013)

### مؤلف
- نهاية إيفانجيليون (1997)

## وصلات خارجية
- شينجي هيغوتشي على موقع IMDb (الإنجليزية)
- شينجي هيغوتشي على موقع ألو سيني (الفرنسية)
- شينجي هيغوتشي على موقع ميوزك برينز (الإنجليزية)
- شينجي هيغوتشي على موقع أول موفي (الإنجليزية)
- شينجي هيغوتشي على موقع قاعدة بيانات الأفلام السويدية (السويدية)
- شينجي هيغوتشي على موقع ديسكوغز (الإنجليزية)
- شينجي هيغوتشي على موقع قاعدة بيانات الفيلم (الإنجليزية)
- شينجي هيغوتشي على موقع كينوبويسك (الروسية)
- شينجي هيغوتشي على موقع ANN person (الإنجليزية)